# أبوسوم ضئيل صغير
أبوسوم ضئيل صغير (الاسم العلمي: Marmosops parvidens) نوع من الجرابيات، تتبع الMarmosops ‏.
وَضَعَ رالف تيت الاسم العلمي لهذا الكائن في 1931.